# VdB 135
vdB 135 è una nebulosa a riflessione visibile nella costellazione del Cigno.
Si individua nella parte meridionale della costellazione, esattamente a metà strada fra le stelle Gienah e 41 Cygni, poco a nordovest della Nebulosa Velo; il periodo più indicato per la sua osservazione nel cielo serale ricade fra i mesi di giugno e novembre ed è notevolmente facilitata per osservatori posti nelle regioni dell'emisfero boreale terrestre. La nebulosa riflette la luce rossastra della stella BD+31°4152, una gigante rossa di classe spettrale M1III con magnitudine apparente 8,45; la sua distanza, misurata tramite la parallasse di 4,50 mas, risulterebbe pari a 222 parsec (724 anni luce), seppure con una grande incertezza, pertanto appare slegata dai grandi sistemi nebulosi della Fenditura del Cigno visibili in questa direzione.